# Negură Bunget
Negură Bunget er et progressiv black metal-band fra Timişoara i Rumænien. 

## Medlemmer
- Hupogrammos – guitar, vokal, bas, keyboard, folkeinstrumenter (1994 – )
- Negru – trommer, perkussion, folkeinstrumenter (1994 – )
- Sol'Faur – guitar (1997 – )

### Livemusikere
- a'Ger – perkussion, folkeinstrumenter (2003 – )
- Hydrail – bas (2007 – )
- Inia Dinia – keyboard (2007 – )

### Tidligere livemusikere
- Ermit (Ursu) – bas (1999 – 2007)
- Naval (Vampir) – keyboard (1995 – 1997 & 1998 – 2005), bas (1997 – 1998 & 2007)
- Dorobantu – keyboard (1997 – 1998)
- Iedera – keyboard (september 2005 – februar 2007)
- Necuratu (Vokodlok, Grimegod) – perkussion (2002 – 2003)
- Aiwazz Vallach – keyboard (1995)

## Diskografi

### Studiealbum
- 1996: Zîrnindu-să
- 2000: Măiastru Sfetnic
- 2002: 'N Crugu Bradului
- 2006: OM
- 2010: Vîrstele Pamîntului
- 2015: Tău
- 2016: Zi
- 2021: Zău

### Ep'er
- 1998: Sala Molksa
- 2005: Inarborat Kosmos

### Demoer
- 1995: From Transilvanian Forests

### Bokssæt
- 2004: Negură Bunget Box